# Collema santessonii
Collema santessonii är en lavart som beskrevs av Degel. Collema santessonii ingår i släktet Collema och familjen Collemataceae.   Inga underarter finns listade i Catalogue of Life.